# Stefano
Stefano ([ˈsteːfano] oder [ˈstεːfano]) ist die italienische Variante des männlichen Vornamens Stephan (zur Etymologie siehe hier).

## Namensträger

### Vorname
- Stefano Accorsi (* 1971), italienischer Schauspieler
- Stefano Adabbo (* 1956), italienischer Chorleiter, Dirigent, Komponist, Pianist und Musikpädagoge
- Stefano Agostini (* 1989), italienischer Radrennfahrer
- Stefano Allocchio (* 1962), italienischer Radrennfahrer
- Stefano Angeleri (1926–2012), italienischer Fußballspieler und -trainer
- Stefano Anzi (* 1949), italienischer Unternehmer und Skirennläufer
- Stefano d’Aste (* 1974), italienischer Automobilrennfahrer
- Stefano Baldini (* 1971), italienischer Leichtathlet
- Stefano Baudino (* 1963), italienischer Radrennfahrer
- Stefano Beltrame (* 1960), italienischer Diplomat und Autor
- Stefano Beltrame (* 1993), italienischer Fußballspieler
- Stefano Bizzarri (* 1990), italienischer Automobilrennfahrer
- Stefano Bolla (* 1946), Schweizer Anwalt, Notar, Lokalhistoriker und Publizist
- Stefano Bontade (1938–1981), italienischer Mafioso
- Stefano Borgonovo (1964–2013), italienischer Fußballspieler und -trainer
- Stefano Braschi (* 1957), italienischer Fußballschiedsrichter
- Stefano Buttiero (* 1966), italienischer Automobilrennfahrer
- Stefano Casiraghi (1960–1990), italienischer Unternehmer
- Stefano Ceccaroni (* 1961), schweizerisch-italienischer Fußballspieler
- Stefano Costantini (* 1983), italienischer Unternehmer und Automobilrennfahrer
- Stefano Doglioni (* 1986), italienischer Jazzmusiker
- Stefano Eranio (* 1966), italienischer Fußballspieler und -trainer
- Stefano Fantoni (* 1945), italienischer theoretischer Physiker
- Stefano Fanucci (* 1979), italienischer ehemaliger Fußballspieler
- Stefano Fiore (* 1975), italienischer Fußballspieler und -trainer
- Stefano Franscini (1796–1857), Schweizer Politiker, Schullehrer, Publizist und Statistiker
- Stefano Guarnieri (um 1430–1490), italienischer Humanist, Kanzler und päpstlicher Diplomat
- Stefano Ittar (1724–1790), polnischer Architekt
- Stefano Manzi (* 1999), italienischer Motorradrennfahrer
- Stefano Mauri (* 1980), italienischer Fußballspieler
- Stefano Mei (* 1963), italienischer Mittel- und Langstreckenläufer, Europameister
- Stefano Mingardo (1959–2014), italienischer American-Football-Spieler und Schauspieler
- Stefano Modena (* 1963), italienischer Automobilrennfahrer
- Stefano Okaka (* 1989), italienischer Fußballspieler
- Stefano Perugini (* 1974), italienischer Motorradrennfahrer
- Stefano Pioli (* 1965), italienischer Fußballspieler und -trainer
- Stefano Pozzolini (* 1977), italienischer Snowboarder
- Stefano Sacchetti (* 1972), italienischer Fußballspieler und -trainer
- Stefano Sebastiani (* 1942), italienischer Automobilrennfahrer
- Stefano Sensi (* 1995), italienischer Fußballspieler
- Stefano Sertorelli (1911–1995), italienischer Skisportler
- Stefano Sorrentino (* 1979), italienischer Fußballspieler
- Stefano Spremberg (* 1965), italienischer Leichtgewichts-Ruderer, Weltmeister
- Stefano Sturaro (* 1993), italienischer Fußballspieler
- Stefano Tacconi (* 1957), italienischer Fußballspieler und Politiker
- Stefano Tamburini (1955–1986), italienischer Comicautor und -zeichner
- Stefano Torrisi (* 1971), italienischer Fußballspieler
- Stefano Vanzina (1915–1988), italienischer Filmregisseur und Drehbuchautor
- Stefano da Verona (1374–~1450), italienischer Maler
- Stefano Zamagni (* 1943), italienischer Wirtschaftswissenschaftler
- Stefano Zarrella (* 1990), deutsch-italienischer Influencer, Foodblogger und Kochbuchautor
- Stefano Zoff (* 1966), italienischer Boxer

### Künstlername
- Joey Stefano (1968–1994), US-amerikanischer Pornodarsteller
- Stefano Giardiniere (* 1978), deutscher Komponist

### Familienname
- Joseph Stefano (1922–2006), US-amerikanischer Drehbuchautor
- Michael Stefano (* 1969), US-amerikanischer Pornodarsteller und -regisseur

### Familienname Di Stefano
- Alfredo Di Stéfano (1926–2014), argentinisch-spanischer Fußballspieler und -trainer
- Andrea Di Stefano (* 1972), italienischer Schauspieler, Drehbuchautor und Regisseur
- Francesco Di Stefano (* 1953), italienischer Medienunternehmer
- Giovanni di Stefano (Bildhauer) (1444–um 1506), italienischer Bildhauer
- Giovanni di Stefano (* 1955), italienischer Hochstapler
- Giuseppe Di Stefano (1921–2008), italienischer Opernsänger (Tenor)
- Ítalo Severino Di Stéfano (1923–2002), argentinischer Geistlicher
- Joel Di Stefano (* 1991), australischer Balletttänzer
- Leonardo Di Stefano Ruiz (* 1995), spanisch-italienischer Boxsportler

### Familienname De Stefano
- Gildo De Stefano (* 1953), italienischer Jazz-Autor, Journalist und Musikkritiker
- Giulio De Stefano (1929–2023), italienischer Segler
- Samira De Stefano (* 2004), italienische Tennisspielerin